# Eja Linnéll
Eja Elisabeth Rolandsdotter Linnéll, ogift Magnusson, född 5 september 1949, är en svensk tidigare handbollsspelare (mittsexa). Från 1972 till 1981 spelade hon 65 landskamper och gjorde 29 mål för Sveriges landslag.
Eja Linnéll är gift med Ingemar Linnéll och är mor till handbollsspelarna Jesper (född 1986), Jonna och Jennie Linnéll (tvillingar födda 1988).

## Klubblagskarriär
Eja Linnélls (då Magnusson) elitkarriär började i Gävles IF Skade. I tidningarna dök hon upp som målgörare i IF Skade i början av 1972. 1976 blev hon knäskadad i en landskamp men spelade igen efter någon månad. Hon spelade kvar i IF Skade till 1980 då hon lämnade för Stockholmspolisens IF.
Den 2 april 1981 blev hon svensk mästare med Stockholmspolisens IF. Hon drabbades sedan av en svår knäskada 1981, men hon fortsatte och spelade även 1981/1982 i Stockholmspolisens IF. Ett år senare började hon spela för IK Heim i Göteborg.
Linnéll spelade handboll till hon var 50 år, men när hon skadade korsbandet i sitt friska knä sluta hon spela handboll. Efter tiden i Heim saknas källor för hennes vidare spel inom klubbhandbollen.

## Landslagskarriär
Eja Linnéll spelade inga ungdomslandskamper utan debuterade direkt i A-landslaget den 22 oktober 1972 mot Norge i Kongsvinger. Hon spelade sedan ett VM-kval 1973 mot Tjeckoslovakien, som Sverige förlorade klart, och ytterligare två landskamper samma år. Först 1975 blev hon mera ordinarie i landslaget, där hon spelar till 1981. Sista landskampen spelade hon den 12 april 1981 mot Danmark i Hedestedt.
Sammanlagt spelade hon 65 landskamper och stod för 29 mål. Sverige förlorade 40 av hennes landskamper och spelade 6 oavgjorda. Sverige tillhörde inte världseliten vid denna tid. 